# Chirk Castle
Chirk Castle är ett slott i Storbritannien.   Det ligger i kommunen Wrexham och riksdelen Wales, i den södra delen av landet, 250 km nordväst om huvudstaden London. Chirk Castle ligger 211 meter över havet.
Terrängen runt Chirk Castle är kuperad västerut, men österut är den platt. Terrängen runt Chirk Castle sluttar österut. Runt Chirk Castle är det ganska tätbefolkat, med 155 invånare per kvadratkilometer. Närmaste större samhälle är Wrexham, 14,0 km nordost om Chirk Castle. Trakten runt Chirk Castle består i huvudsak av gräsmarker.